# Descent II
Descent II ist ein Ego-Shooter aus dem Jahr 1996, der von Parallax Software entwickelt und erstmals von Interplay Productions für DOS veröffentlicht wurde. In Nordamerika wurde die PlayStation-Fassung als Descent Maximum vermarktet.
Es ist der zweite Teil der Descent-Spielserie und die Fortsetzung von Descent. Zunächst als Computerspiel-Erweiterung geplant, wurde Descent II zu einem eigenen Produkt. Mit Descent 3 wurde 1999 ein Nachfolger veröffentlicht.
Am 14. Dezember 1999 veröffentlichte Parallax Software den vollständigen Quelltext unter einer proprietären Lizenz.

## Handlung
Erneut kommt es zum Aufstand der Minenroboter, der gewaltsam vom Spieler niedergeschlagen werden muss.

## Spielprinzip
Das grundlegende Gameplay glich dem Vorgänger. Der Spieler steuert ein Raumschiff aus der Perspektive des Piloten und muss durch unterirdische Minen navigieren. Ziel ist es, stets den Reaktor zu lokalisieren und zu entkommen. Im Gegensatz zu anderen Ego-Shootern ermöglichte Descent II dem Spieler, das Raumschiff in sechs Freiheitsgraden zu drehen.
Neu sind der „Guide-Bot“, der selbstständig Schalter für Türen sucht und diese öffnet sowie den direkten Weg nach draußen zeigt. Der „Thief-Bot“ hingegen stiehlt dem Spieler Waffen und Energie. Ein aufsammelbarer Nachbrenner erlaubt die Geschwindigkeit des Raumschiffs um 50 % zu steigern. Die „Automap“-Funktion kartiert die Mine beim Durchfliegen.

## Rezeption
Der Nachfolger konzentriere sich ausschließlich auf Verbesserungen. Descent II komme ohne genreübliche blutige Gewaltexzesse aus, ohne dabei grafische oder im Spielspaß Abstriche zu machen. Die Neuerungen des Spiels kommen erst im späteren Spielverlauf zum Tragen. Dafür steige der Schwierigkeitsgrad ab Level 4 steil an. Beeindruckend sei das intelligente Verhalten der Roboter, das den Spieler herausfordere. Descent II erlaube es, tief in die Spielwelt einzutauchen. Die Levelstruktur sei kompliziert. Für Neulinge kann das Spiel anfangs sehr frustrierend sein. Kein anderes 3D-Spiel sei intelligenter. Die Roboter agieren wohlüberlegt und raffiniert. Neuerungen wie der Navigationsroboter beheben die Schwachstellen des Vorgängers. Die SVGA-Grafik vermisse jedoch oftmals Details. Auch wenn die Texturen stimmungsvoll seien, erkenne man die zugrunde liegenden Polygone.
Auf der PlayStation wurde eine PAL-Anpassung vermisst. Die Steuerung sei sehr präzise. Technisch sei jedoch keine Verbesserung zum Vorgänger bemerkbar.